# Ágios Mámas (ort i Cypern)
Ágios Mámas är en ort i Cypern.   Den ligger i distriktet Eparchía Lemesoú, i den centrala delen av landet, 50 km sydväst om huvudstaden Nicosia. Ágios Mámas ligger 546 meter över havet och antalet invånare är 110. Den ligger på ön Cypern.
Terrängen runt Ágios Mámas är huvudsakligen kuperad, men åt nordväst är den bergig. Trakten runt Ágios Mámas är glesbefolkad, med 14 invånare per kvadratkilometer. Närmaste större samhälle är Germasógeia, 19,0 km sydost om Ágios Mámas. 
Medelhavsklimat råder i trakten. Årsmedeltemperaturen i trakten är 19 °C. Den varmaste månaden är juli, då medeltemperaturen är 31 °C, och den kallaste är januari, med 8 °C. Genomsnittlig årsnederbörd är 572 millimeter. Den regnigaste månaden är januari, med i genomsnitt 123 mm nederbörd, och den torraste är augusti, med 2 mm nederbörd.